# Evermann Bank
Koordinaten: 54° 1′ S, 38° 4′ W
Die Evermann Bank (englisch für Feuchtkaltes Fenn) ist eine durch Felsen und Geröll gekennzeichnete Uferfläche auf Bird Island im Archipel Südgeorgiens im Südatlantik. Sie liegt zwischen dem Stejneger Peak und dem Kopfende der Evermann Cove und wird vom Antarktischen Seebären aufgesucht.
Das UK Antarctic Place-Names Committee benannte sie 1982 in Anlehnung an die gleichnamige Bucht. Deren Namensgeber ist der US-amerikanische Ichthyologe Barton Warren Evermann (1853–1932), der sich als Mitarbeiter des U.S. Bureau of Fisheries zwischen 1891 und 1914 für den Bestandsschutz von Pelzrobben eingesetzt hatte.